# Diatraea savannarum
Diatraea savannarum là một loài bướm đêm trong họ Crambidae.